# Древногръцко изкуство
Древногръцко изкуство е изкуството на Древна Гърция, създадено в периода около 1000 г. пр. н.е. до I в. пр. н.е.

## Характеристики
Древногръцкото изкуство се откроява сред изкуството на други древни култури с развитието на натуралистични, но идеализирани изображения на човешкото тяло, в които до голяма степен фокусът на артистите са голи мъжки фигури. Скоростта на стилистично развитие между около 750 и 300 г. пр. н.е. е забележителна за древните стандарти и в оцелелите творби се вижда най-добре в скулптурата. Древногръцкото изкуство прави и важни нововъведения в живописта, които по същество се виждат от възстановки, тъй като липсват оцелели оригинали с добро качество, различни от рисуваната керамика, която историците разглеждат като самостоятелна област.
Древногръцката архитектура, технически много проста, установява хармоничен стил с множество подробни правила, които до голяма степен са възприети впоследствие от римската архитектура и все още се следват в някои съвременни сгради. Древногръцката архитектура използва речник за орнаменти, който се споделя от други сфери на изкуството (керамика, металообработка и др.) и има огромно влияние върху евразийското изкуство, особено след като будизмът го пренася отвъд сферите на гръцко влияние, т.нар. разширен гръцки свят, създаден от Александър Велики. Социалният контекст на гръцкото изкуство включва радикално политическо развитие и икономически просперитет. Също толкова впечатляващи са гръцките постижения във философията, литературата и други сфери.
Най-ранното изкуство на гърците обикновено е изключено от „древногръцкото изкуство“ и вместо това е известно като гръцко неолитно изкуство, последвано от егейско изкуство. Егейското изкуство включва цикладското изкуство и изкуството на Минойската и Микенската култури от гръцката бронзова епоха; тези култури развиват сложни художествени традиции, включително производството на керамика, метални изделия и скулптура, които поставят основата за по-късните художествени постижения на гърците.
Изкуството на древна Гърция обикновено се разделя стилистично на четири периода: геометричен, архаичен, класически и елинистичен. Геометричната епоха обикновено се датира от около 1000 г. пр. н. е., въпреки че в действителност малко се знае за изкуството в Гърция през предходните 200 години, традиционно известни като гръцките тъмни векове. През VII век пр. н. е. Гърция става свидетел на бавното развитие на архаичния стил, илюстриран от чернофигурния стил на рисуване на вази. Периодът около 500 г. пр. н.е., малко преди началото на Гръко-персийските войни (480 г. пр. н. е. до 448 г. пр. н. е.), обикновено се приема като разделителна линия между архаичния и класическия период, а управлението на Александър Велики (336 г. пр. н.е. до 323 г. пр. н.е.) се приема за разделителна линия между класическия и елинистичния период. От някакъв момент през I век пр. н.е. започва да се използва терминът „гръко-римски“ или местни термини за обозначаване на изкуството, създадено в тази част от света.
В действителност не е имало рязък преход от един период към друг. Формите на изкуството се развиват с различна скорост в различните части на гръцкия свят и както във всяка епоха някои художници работят в по-новаторски стилове от други. Силните местни традиции и изискванията на местните култове позволяват на историците да открият произхода дори на произведения на изкуството, намерени далеч от мястото им на произход. Различни видове гръцко изкуство са широко разпространени извън териториите, населени с гърци. През целия период се наблюдава като цяло стабилно нарастване на просперитета и търговските връзки на гръцкия свят със съседните култури.
Степента на оцеляване на древногръцкото изкуство се различава рязко в различните медии. Запазени са огромни количества керамика и монети, много каменни скулптури (и още по-голямо количество римски копия), както и няколко големи бронзови скулптури. Почти напълно липсват картини, фини метални съдове и всичко от нетрайни материали, включително дърво. Каменната обвивка на редица храмове и театри е оцеляла, но малко е запазено от обширната им украса.

## Геометричен период
Периода от XII до VIII век пр. н.е. често е наричан „омиров период“, тъй като сведения за него се черпят от поемите на Омир – „Илиада“ и „Одисея“, макар разказаните в тях събития да не претендират за историческа достоверност. Влияние върху гръцкото изкуство от това време оказва микенската култура, но то не достига до нейното равнище. През този период се появяват първите наченки на древногръцката митология, предимно в поемите.
Изобразителното изкуство е в ранен етап на развитие. Открити са вази, в които на бледожълт фон са рисувани с черни линии геометрични орнаменти. В едно гробище близо до т.нар. Диплонска врата в Атина са намерени големи глинени вази с височина на човешки ръст, с погребално или култово предназначение, украсени с геометрични орнаменти. Меандърът, типичен орнамент в гръцкото изкуство, е най-често срещаната украса на тези вази. Освен геометричния орнамент употребени са и силно стилизирани растителни, животински и човешки образи, сведени до наивна схема.
Скулптурата също е в начален стадий на развитие. Намерени са теракотни изображения с подчертан наивитет и схематизъм в изобразяването на човешките фигури. В Олимпия са открити бронзови статуетки от ок. VIII в. пр. н.е. на Херакъл и кентавър, кон, и др. За монументалната скулптура в Омирова Гърция може да я съди само по описания на автори от този и следващи периоди. Главният тип скулптурно изображение според тези източници е ксоанът – идол, изрязан от дърво или камък, наподобяващ човешка глава и лице. В Беотия е намерена теракотна група на орач с два вола.

## Класически период
Класическият период на древногръцкото изкуство обхваща приблизително 480 – 323 г. пр. н. е. Той се характеризира с появата на различен художествен стил, който набляга на натурализма, реализма и идеализираните форми на човешкото тяло. Класическото гръцко изкуство също така е тясно свързано с гръцката митология и религия и се използва за предаване на важни културни и политически послания.
Една от най-емблематичните форми на класическото гръцко изкуство е скулптурата, която се използва за представяне на широк спектър от теми от митологията и ежедневието на древните гърци. Гръцките скулптори са известни с изключително внимание към детайла и способността си да създават реалистични изображения на човешкото тяло. Един от най-известните примери за класическа гръцка скулптура е фризът от Партенона, създаден от скулптора Фидий през V век пр.н.е. Фризът, който изобразява процесия на атински граждани, се характеризира с невероятно ниво на детайлност в изобразяването на ежедневието в Древна Гърция.

### Цитирана литература
- Boardman, John ed., The Oxford History of Classical Art, Oxford University Press, 1993, ISBN 0198143869
- Cook, R.M., Greek Art, Penguin, 1986 (reprint of 1972), ISBN 0140218661

|  | Тази страница частично или изцяло представлява превод на страницата Ancient Greek art в Уикипедия на английски. Оригиналният текст, както и този превод, са защитени от Лиценза „Криейтив Комънс – Признание – Споделяне на споделеното“, а за съдържание, създадено преди юни 2009 година – от Лиценза за свободна документация на ГНУ. Прегледайте историята на редакциите на оригиналната страница, както и на преводната страница, за да видите списъка на съавторите. ВАЖНО: Този шаблон се отнася единствено до авторските права върху съдържанието на статията. Добавянето му не отменя изискването да се посочват конкретни източници на твърденията, които да бъдат благонадеждни. |